# Zeitschrift für Papyrologie und Epigraphik
Het Zeitschrift für Papyrologie und Epigraphik (afgekort: ZPE) is een Duits vaktijdschrift voor oude geschiedenis en meer in het bijzonder de papyrologie en epigrafie.
Het verscheen sinds 1967 in vier tot vijf uitgaven per jaar. De bijdragen in ZPE waren hoofdzakelijk nieuwe of opnieuw geïnterpreteerde papyri en inscripties.
Momenteel wordt het opnieuw door Werner Eck, Helmut Engelmann, Dieter Hagedorn, Jürgen Hammerstaedt, Rudolf Kassel, Ludwig Koenen, Wolfgang Dieter Lebek, Reinhold Merkelbach en Cornelia Römer uitgegeven.
De jaargangen van ZPE van 1988 tot 2000 zijn vrij toegankelijk via internet.